# 台灣勞工退休金制度
中華民國（臺灣）勞工退休金制度，於1986年11月1日由內政部依據《勞動基準法》施行，通常稱為勞退舊制。2005年7月1日由行政院勞工委員會依據《勞工退休金條例》施行新制度，通常稱為勞退新制。勞工保險於1950年施行，其中老年給付舊制原為一次性給付。2009年1月1日由行政院勞委會施行勞保年金制度，目前勞基法退休金及勞保老年給付二種制度並行，二種制度都有新制及舊制之分別。

## 立法沿革
- 勞退舊制
  - 1984年7月30日，施行《勞動基準法》。
  - 1986年11月1日，內政部依據《勞動基準法》第53條到第58條，施行勞退舊制。

- 勞退新制：
  - 1998年，行政院勞委會（今勞動部）制定《勞工退休金條例草案》。
  - 2004年6月1日，立法院三讀通過《勞工退休金條例》。
  - 2004年6月30日，總統公布《勞工退休金條例》，訂於一年後施行，原舊制員工可自行決定使用新制或舊制。
  - 2005年7月1日，行政院勞委會依據《勞工退休金條例》，施行勞退新制。

- 勞保年金：
  - 2009年1月1日，施行《勞保年金制度》供勞工加保，無工作者則可投保《國民年金》。
  - 2013年4月25日，行政院送審《勞工保險條例》修正案。

## 退休金的兩種制度、三大支柱
- 第一支柱：確定給付制（DB制）的退休金，如公保、勞保、農保，多屬年金類型（終身領取）；有可能面臨支付財源破產的風險。
- 第二支柱：確定提撥制（DC制）的退休金，如退撫金、勞退，繳存多少退休後就領多少；未來面臨通貨膨脹，導致領取所得可支配生活物資縮水的風險。
- 第三支柱：退休者在退休前，自行的存款及相關投資理財所得之財富累積。與前兩大支柱多屬社會強制性的保障不同，第三支柱仍是靠個人積蓄來補足前兩項退休所得替代率不足的部分。

## 勞保年金、勞工退休金的差異
- 勞保年金（勞保）為確定給付制退休金計畫（Defined benefit pension plan），可終身領取，即退休後開始領至死亡為止。
- 勞工退休金（勞退）為確定提撥制退休金計畫（Defined contribution plan）[3]，繳存多少（含加上基金紅利），退休後就領多少（總金額÷餘命年），領完為止。

## 勞退舊制
全名為《適用勞動基準法退休金制度年資之退休金》。法律依據為《勞動基準法》第53條到第58條，原投保勞退舊制的勞工可選擇改用新制或是繼續使用舊制，因此目前仍舊存在大量適用之勞工。

### 請領條件
退休時可向雇主請領退休金，依勞動基準法第53、54條規定，分為自請退休與強制退休。
- 自請退休條件：勞工在同一事業單位。

1. 工作15年以上年滿55歲者。
2. 工作25年以上者。
3. 工作10年以上年滿60歲者。

- 強制退休條件：勞工非有下列情形之一者，雇主不得強制其退休。

1. 年滿65歲者。另有一旦書，如果勞工擔任具有危險性、堅強體力等特殊性質之工作者，得由事業單位報請中央主管機關予以調整，但不得少於55歲。
2. 心神喪失或身體殘廢不堪勝任工作者。

### 給付標準
1. 按照勞工之工作年資，工作每滿1年給與2個基數，但超過15年之工作年資部分，每滿1年給與1個基數，最高總數以45個基數為限。未滿半年以半年計，滿半年者以1年計。
2. 如是因執行職務導致心神喪失或身體殘廢被強制退休者，退休金加給20％。
3. 「基數」的標準為「核准退休時一個月平均工資」計給，即退休發生之當日前6個月內所得工資總額除以該期間之總日數所得之金額為平均工資。
4. 「工作年資」，自受僱日起算，並以服務同一事業單位年資為限，計算請領條件時，適用勞基法前後之工作年資合併計算。但計算給付標準(即計算勞工可拿到的退休金)時，適用勞基法前之工作年資，是依當時適用之法令規定計算；當時無法令可適用者，依各該事業單位自訂之規定或勞雇雙方之協商計算之。

### 勞工退休準備金
雇主按月提撥勞工薪資2～15％到臺灣銀行的勞工退休準備金帳戶，僅為減輕雇主一次給付退休金壓力所設，不影響勞工退休時應能請領之退休金。另依勞基法56條，雇主應於每年年度終了前，計算次一年度內符合法定退休條件者之退休金數額，於次年度三月底前一次提撥其差額。

### 缺點
由於台灣中小企業平均壽命並不長，除遭資遣、自行離職、跳槽外，企業倒閉也會導致年資歸零，進而可能導致雇主為避免支付高額退休金，而在年資到達前，提早將員工資遣、開除。(惟資遣需符合勞基法第11條，開除需符合勞基法第12條，雇主並不能任意為之。)
由於退休金完全由雇主支付，若碰到公司惡性倒閉、脫產，退休金將缺乏保障，早在全國關廠工人連線抗爭事件第一時期就已出現多起案例。雖然在勞退新制時，也規範了「五年足額提撥勞工退休準備金」等規定，欲減少此弊端，但雇主若未足額提撥，於法並無罰則，而在2013年台灣食用油造假事件時，大統長基食品也被發現舊制退休金嚴重不足，甚至有4成企業並未開設退休準備金戶頭，顯示即使新制已施行多年，舊制之弊端仍未能完全根除。

## 勞退新制
全名為《勞工退休金條例》，於2005年7月1日施行，相關業務由勞動部勞工保險局辦理，基金管理由勞動部勞動基金運用局負責。

### 勞工退休金月提繳工資分級表
- 強制提繳部分：依規定，雇主每月替勞工提繳不低於薪資百分之六的退休金入勞工的個人退休金專戶（不得另外從任何的薪資名義中扣除）。
- 自願提繳部分：勞工、雇主及自營業者每月可自願提繳，以薪資的百分之六為上限；自願提繳金額可從當年度的個人綜合所得總額中全數扣除，享有免稅優惠。

| 薪資 級距 | 月薪資                | 月薪資                    | 雇主提繳費率 （提繳薪資×6%） | 薪資 級距 | 月薪資                | 月薪資                    | 雇主提繳費率 （提繳薪資×6%） | 薪資 級距 | 月薪資                | 月薪資                    | 雇主提繳費率 （提繳薪資×6%） |
| 薪資 級距 | 提繳薪資 （新台幣元） | 實際薪資範圍 （新台幣元） | 月提繳金額 （新台幣元）      | 薪資 級距 | 提繳薪資 （新台幣元） | 實際薪資範圍 （新台幣元） | 月提繳金額 （新台幣元）      | 薪資 級距 | 提繳薪資 （新台幣元） | 實際薪資範圍 （新台幣元） | 月提繳金額 （新台幣元）      |
| --------- | --------------------- | ------------------------- | ---------------------------- | --------- | --------------------- | ------------------------- | ---------------------------- | --------- | --------------------- | ------------------------- | ---------------------------- |
| 第1級     | 1,500                 | 1,500元以下               | 90                           | 第22級    | 26,400                | 25,201～26,400            | 1,584                        | 第43級    | 69,800                | 66,801～69,800            | 4,188                        |
| 第2級     | 3,000                 | 1,501～3,000              | 180                          | 第23級    | 27,600                | 26,401～27,600            | 1,656                        | 第44級    | 72,800                | 69,801～72,800            | 4,368                        |
| 第3級     | 4,500                 | 3,001～4,500              | 270                          | 第24級    | 28,800                | 27,601～28,800            | 1,728                        | 第45級    | 76,500                | 72,801～76,500            | 4,590                        |
| 第4級     | 6,000                 | 4,501～6,000              | 360                          | 第25級    | 30,300                | 28,801～30,300            | 1,818                        | 第46級    | 80,200                | 76,501～80,200            | 4,812                        |
| 第5級     | 7,500                 | 6,001～7,500              | 450                          | 第26級    | 31,800                | 30,301～31,800            | 1,908                        | 第47級    | 83,900                | 80,201～83,900            | 5,034                        |
| 第6級     | 8,700                 | 7,501～8,700              | 522                          | 第27級    | 33,300                | 31,801～33,300            | 1,998                        | 第48級    | 87,600                | 83,901～87,600            | 5,256                        |
| 第7級     | 9,900                 | 8,701～9,900              | 594                          | 第28級    | 34,800                | 33,301～34,800            | 2,088                        | 第49級    | 92,100                | 87,601～92,100            | 5,526                        |
| 第8級     | 11,100                | 9,901～11,100             | 666                          | 第29級    | 36,300                | 34,801～36,300            | 2,178                        | 第50級    | 96,600                | 92,101～96,600            | 5,796                        |
| 第9級     | 12,540                | 11,101～12,540            | 752                          | 第30級    | 38,200                | 36,301～38,200            | 2,292                        | 第51級    | 101,100               | 96,601～101,100           | 6,066                        |
| 第10級    | 13,500                | 12,541～13,500            | 810                          | 第31級    | 40,100                | 38,201～40,100            | 2,406                        | 第52級    | 105,600               | 101,101～105,600          | 6,336                        |
| 第11級    | 15,840                | 13,501～15,840            | 950                          | 第32級    | 42,000                | 40,101～42,000            | 2,520                        | 第53級    | 110,100               | 105,601～110,100          | 6,606                        |
| 第12級    | 16,500                | 15,841～16,500            | 990                          | 第33級    | 43,900                | 42,001～43,900            | 2,634                        | 第54級    | 115,500               | 110,101～115,500          | 6,930                        |
| 第13級    | 17,280                | 16,501～17,280            | 1,037                        | 第34級    | 45,800                | 43,901～45,800            | 2,748                        | 第55級    | 120,900               | 115,501～120,900          | 7,254                        |
| 第14級    | 17,880                | 17,281～17,800            | 1,073                        | 第35級    | 48,200                | 45,801～48,200            | 2,892                        | 第56級    | 126,300               | 120,901～126,300          | 7,578                        |
| 第15級    | 19,047                | 17,801～19,047            | 1,143                        | 第36級    | 50,600                | 48,201～50,600            | 3,036                        | 第57級    | 131,700               | 126,301～131,700          | 7,902                        |
| 第16級    | 20,008                | 19,048～20,008            | 1,200                        | 第37級    | 53,000                | 50,601～53,000            | 3,180                        | 第58級    | 137,100               | 131,701～137,100          | 8,226                        |
| 第17級    | 21,009                | 20,009～21,009            | 1,261                        | 第38級    | 55,400                | 53,001～55,400            | 3,324                        | 第59級    | 142,500               | 137,101～142,500          | 8,550                        |
| 第18級    | 22,000                | 21,010～22,000            | 1,320                        | 第39級    | 57,800                | 55,401～57,800            | 3,468                        | 第60級    | 147,900               | 142,501～147,900          | 8,874                        |
| 第19級    | 23,100                | 22,001～23,100            | 1,386                        | 第40級    | 60,800                | 57,801～60,800            | 3,648                        | 第61級    | 150,000               | 147,901元以上             | 9,000                        |
| 第20級    | 24,000                | 23,801～24,000            | 1,440                        | 第41級    | 63,800                | 60,801～63,800            | 3,828                        |           |                       |                           |                              |
| 第21級    | 25,250                | 24,001～25,250            | 1,515                        | 第42級    | 66,800                | 63,801～66,800            | 4,008                        |           |                       |                           |                              |

### 個人退休金帳戶
新制由雇主按月提撥勞工工資至少6％到勞工的個人退休金帳戶，帳戶隨勞工移動不受雇主限制，帳戶內之提撥金及產生的投資收益直接視為勞工之退休金。另外，勞工本人可以選擇再自提工資6％以內到個人退休金帳戶中，其自提的金額可自個人綜合所得稅中扣除。（無一定雇主之勞工，例如計程車司機，雖無雇主為其提撥，但其仍可自願提繳退休金。）

### 新制勞退之勞動基金收益率
新制勞退的個人退休金專戶內金額分兩大部分：
累積提繳金額（雇主按月提撥至少6%及個人自願按月提繳的部分）：此部分金額只會按提繳金額累積增加，不會隨勞退基金投資盈虧而有增減。
累積收益金額（由勞動部勞動基金運用局投資的收益分配）：此部分金額隨勞退基金投資盈虧增減，並於每年年底結算一次；不過，若滿60歲並請領退休金生效後，實際平均收益率低於最低保障收益率（即該年的二年期定期存款利率），會由國庫補貼差額<<勞工退休金條例第23條及該條例施行細則第32條明定>>，即開始提領退休金者，途中遇到基金虧損年度，則虧損當年會以六大行庫的二年期定期存款利率為發放標準。
| 歷年最低保證收益率 （以二年期定期存款利率計算之） | 歷年最低保證收益率 （以二年期定期存款利率計算之） | 實際投資績效 收益率 | 歷年最低保證收益率 （以二年期定期存款利率計算之） | 歷年最低保證收益率 （以二年期定期存款利率計算之） | 實際投資績效 收益率 |
| 年度                                              | 最低保證收益率 （年利率）                         | 實際投資績效 收益率 | 年度                                              | 最低保證收益率 （年利率）                         | 實際投資績效 收益率 |
| ------------------------------------------------- | ------------------------------------------------- | ------------------- | ------------------------------------------------- | ------------------------------------------------- | ------------------- |
| 民國94年（2005）                                  | 1.9278%                                           | 1.5261%             | 民國110年（2021）                                 | 0.7858%                                           | 9.6567%             |
| 民國95年（2006）                                  | 2.1582%                                           | 1.6215%             | 民國111年（2022）                                 | 1.1003%                                           | -6.6732%            |
| 民國96年（2007）                                  | 2.4320%                                           | 0.4206%             | 民國112年（2023）                                 | 1.5559%                                           | 12.60%              |
| 民國97年（2008）                                  | 2.6494%                                           | -6.0559%            | 民國113年（2024）                                 | %                                                 | %                   |
| 民國98年（2009）                                  | 0.9200%                                           | 11.8353%            | 民國114年（2025）                                 | %                                                 | %                   |
| 民國99年（2010）                                  | 1.0476%                                           | 1.5412%             | 民國115年（2026）                                 | %                                                 | %                   |
| 民國100年（2011）                                 | 1.3131%                                           | -3.9453%            | 民國116年（2027）                                 | %                                                 | %                   |
| 民國101年（2012）                                 | 1.3916%                                           | 5.0154%             | 民國117年（2028）                                 | %                                                 | %                   |
| 民國102年（2013）                                 | 1.3916%                                           | 5.6790%             | 民國118年（2029）                                 | %                                                 | %                   |
| 民國103年（2014）                                 | 1.3916%                                           | 6.3814%             | 民國119年（2030）                                 | %                                                 | %                   |
| 民國104年（2015）                                 | 1.3722%                                           | -0.0932%            | 民國120年（2031）                                 | %                                                 | %                   |
| 民國105年（2016）                                 | 1.1267%                                           | 3.2303%             | 民國121年（2032）                                 | %                                                 | %                   |
| 民國106年（2017）                                 | 1.0541%                                           | 7.9314%             | 民國122年（2033）                                 | %                                                 | %                   |
| 民國107年（2018）                                 | 1.0541%                                           | -2.0686%            | 民國123年（2034）                                 | %                                                 | %                   |
| 民國108年（2019）                                 | 1.0541%                                           | 11.4477%            | 民國124年（2035）                                 | %                                                 | %                   |
| 民國109年（2020）                                 | 0.8528%                                           | 6.9415%             | 民國125年（2036）                                 | %                                                 | %                   |

- 最低保證收益率係依據六大公股行庫（台銀、土銀等）的牌告二年期小額定存固定利率12個月之平均數。

## 勞退新舊制之比較
1. 退休年齡：舊制退休年齡依勞動基準法第53、54條規定，須滿足於同一公司的相對年資條件（例如:甲勞工27歳到職後在同一公司服務25年，最早能於52歲辦理退休並領取退休金)；新制至少需年滿60歲才可領取新制退休金，但無舊制之年資限制，亦不論是否仍在職。
2. 喪失工作能力：舊制有加給，新制則無。
3. 領取前死亡：舊制無法領取，新制可由家屬領取。
4. 領取方式：舊制僅可一次領取，新制分為一次領取或按月領取（新制年資15年以下僅能一次領取，新制年資15年以上能選擇一次領取或按月領取[6]）。
5. 舊制必須在同一單位工作到退休，新制為「可攜式年資」故非必需在同一單位工作到退休。
6. 未領取退休金前，舊制屬於「退休準備金」是雇主的財產置於中央信託局；新制屬於「個人退休金」是勞方的財產置於個人退休金專戶。

## 勞退舊制轉新制（轉換過渡期）
- 依規定勞工選擇新制，原適用舊制之工作年資應予「保留」，勞退新制並無強制雇主辦理結清。保留的舊制年資，勞工必須等到符合勞基法退休或資遣規定請領條件時，才有向雇主請求發給退休金或資遣費之權利。
- 勞基法第57條規定，舊制勞工工作年資之延續與認定以「服務同一事業單位為限」，勞工一旦請辭，其舊制年資即屬中斷歸零；所以當勞退舊制轉新制後，為保留舊制之年資，勞工仍應繼續於原單位工作至符合勞基法第53條規定之退休要件，始可向雇主請領該段舊制保留年資之退休金。原則上舊制年資並非如新制屬「可攜式」之年資。
- 「舊制」未提存之退休金係屬「退休準備金」（財產屬於雇主，如勞工未達退休條件，雇主則無須給付）；「新制」是個人專戶的「退休金」（財產屬勞工個人所有）。故當勞工同時擁有舊制與新制年資，且符合兩者的退休條件，則可以分別領取舊制「退休準備金」與新制「退休金」兩筆金額。

備註：原屬勞退舊制之勞工在民國94年7月1日、勞工退休金條例（勞退新制）實施後，仍可選擇續用勞退舊制、「保留」勞退舊制轉新制或「結清」勞退舊制轉新制，三種方式（註：勞退原舊制者選擇轉入新制，最後期限為民國99年6月30日止，超過期限即不得轉換）。唯民國94年7月1日後方就職之勞工，必須適用勞工退休金條例（勞退新制）。
| 勞工退休金 | 勞工退休金                                    | 勞工退休金                                    | 勞工退休金                                    | 勞工退休金                    | 勞工退休金                                                                     | 勞工退休金                              | 勞工退休金   | 勞工退休金                      |
| ---------- | --------------------------------------------- | --------------------------------------------- | --------------------------------------------- | ----------------------------- | ------------------------------------------------------------------------------ | --------------------------------------- | ------------ | ------------------------------- |
| 制度       | 2005年6月30日前 到職且未退休者 可選擇三種方案 | 2005年6月30日前 到職且未退休者 可選擇三種方案 | 2005年6月30日前 到職且未退休者 可選擇三種方案 | 2005年7月1日後 到職且未退休者 | 退休資金來源                                                                   | 事業單位 / 年資                         | 退休請領方式 | 退休請領方式                    |
| 勞退舊制   | 續用                                          | 保留                                          | 結清(▬)                                       | ✗                             | 台銀信託部退休準備金專戶 （請領退休前資產屬「雇主」）                          | 至退休為止皆同一事業單位 （不可攜年資） | 一次領取     | 一次領取                        |
| 勞退新制   | ✗                                             | 加入                                          | 轉入                                          | 加入                          | 個人退休金專戶 （資產屬於帳戶「個人」） 舊制結清退休金可移入新制個人退休金專戶 | 不限同一事業單位至退休 （可攜式年資）   | 可一次領取   | 可按月(季)領取 提繳年資須滿15年 |

### 勞退舊制「結清」退休金移入新制個人退休金專戶之條件
- 所謂結清年資，係指民國94年7月1日、勞工退休金條例（勞退新制）實施後，原舊制之勞工選擇適用新制，其適用勞退新制前保留之舊制工作年資，勞雇雙方得依據勞工退休金條例第11條第3項規定協議將該保留之年資予以結算，結清年資之給付標準不得低於勞動基準法第55條及第84條之2規定；另須於94年7月1日勞工退休金條例（勞退新制）實行後始得結清年資。
- 舊制年資結清應由勞資雙方「合意結清勞退舊制年資」（「合意」仍指勞雇雙方皆同意的默契，非單方可獨自決定或強迫辦理結清之行為），係於勞動契約存續 之情形下為之，而『非以勞工重新受僱方式辦理』。即勞雇雙方於勞動契約存續期間，得約定以不低於勞動基準法第55條及第84條之2規定之給與標準，結清勞工所保留適用勞動基準法（舊制）之工作年資，其結清金並得自中央信託局( 現為「台灣銀行信託部」)退休準備金專戶中支應（檢附協議書、新舊制意願徵詢表、中央信託局之結清勞工舊制年資退休金給付通知書，報本局審核、未依此規定之辦理結清年資者，則不生結清年資之法律效果），結清年資費用之給付期限為30日。
  - 結清舊制年資，其勞動契約仍屬於存續狀態，並非重新受僱，故並不須要辦理勞保退保及重新再加保；亦保有該年資的特別休假。
  - 舊制年資在勞資雙方合意結清勞退舊制年資之前的退休金為『退休準備金』屬於資方的財產；在雙方辦理合意結清勞退舊制年資之後，提取的退休金為「結清退休金」屬於勞方的個人財產。
- 勞工依勞基法「自請退休」或「強制退休」領取之退休金係屬「終止契約之退休金」（屬勞方或資方，單方獨自即可決定的行為）及經雇主依勞基法資遣領取之資遣費，不可以移入（新制）個人退休金專戶；只有勞資雙方合意結清舊制年資後，所領取的「結清退休金」才可以在勞工個人意願下移入個人退休金專戶。
- 勞工欲將結清退休金移入個人退休金專戶前，應先由事業單位向所在地之縣市政府勞工行政主管機關申請舊制年資結清之相關程序後，勞工接到臺灣銀行（信託部）之支票後，再由勞工本人填寫「結清勞動基準法之退休金移入勞工退休金個人專戶申請書」，並檢附臺灣銀行信託部寄發予單位勞工退休準備金監督委員會核准撥付退休金函及撥付清單或支票影本。如職稱為總經理、副總經理、協理、經理、副經理等，依規定應送請縣市政府勞工行政主管機關查核後，始得自勞工退休準備金專戶中支付結清之退休金，故應檢附縣市政府勞工行政主管機關查核函影本向勞保局提出申請。
- 勞工將結清(舊制)退休金若全額移入(新制)個人退休金專戶時，可依規定併計年資。如非全額移入，則舊制年資不得併計入新制工作年資內，若因此新制提繳年資未達15年者，只能一次提取退休金。

## 勞保年金（新制）
詳見勞工保險 (中華民國)，勞保年金與依勞工退休金條例規定雇主每月為勞工提撥至專戶的勞工退休金(簡稱勞退)不同，一般勞工退休後除了可領取勞退外尚有勞保(老年)年金可以請領。
勞保為勞工保險制度的一部分，自2009年起施行，除年金式退休金給付外，尚有工殤醫療、生育死亡、失業等保險給付項目。但2012年底傳出虧損嚴重，因此出現勞保年金改革聲浪，但改革內容尚未立法通過。目前(2023年為例)勞保年金請領資格為年滿63歲有保險年資:
保險年資合計滿15年者，請領老年年金給付。
保險年資合計未滿15年者，請領老年一次金給付。
(註：60歲請領年齡自施行第10年起提高1歲，其後每2年提高1歲至65歲。)
按月請領老年年金的計算標準： 下列2種方式擇優發給：
A式:平均月投保薪資×年資×0.775﹪+3,000元。
B式:平均月投保薪資×年資×1.55%。
(註:每延後1年，額增4%，最多增給20%。每提前1年，減領4%，最多減領20%。)
(註:依勞工保險條例規定，年金給付及老年一次金給付之「平均月投保薪資」，是按被保險人加保期間最高60個月之月投保薪資予以平均計算。另外，如果依同條例第58條第2項規定選擇一次請領老年給付者，則依照其退保之當月起前3年之實際月投保薪資平均計算。)
| 勞保老年年金請領年齡 | 勞保老年年金請領年齡 | 勞保老年年金請領年齡 | 勞保老年年金請領年齡 | 勞保老年年金請領年齡 | 勞保老年年金請領年齡      |
| -------------------- | -------------------- | -------------------- | -------------------- | -------------------- | ------------------------- |
| 年度                 | 2018年 （民107）     | 2020年 （民109）     | 2022年 （民111）     | 2024年 （民113）     | 2026年 （民115）          |
| 請領年齡             | 61歲                 | 62歲                 | 63歲                 | 64歲                 | 65歲 （現行規定最高年齡） |

## 勞保舊制
「一次請領老年給付」的資格限定：於2009年1月1日「勞保條例」施行之前即有保險年資之勞工。
特色：勞保舊制只有一次請領退休金；是沒有按月領的年金制選項。
退休金額=平均工資×工作年資基數（前15年每年1個基數月，超過15年者，超過部分每年給2個基數月，最高總數以45個基數月為限；民國107年起，逾60歲後之保險年資，最多以5年計，可合併60歲前之保險年資，最高以50個基數月為限 ）。
平均工資（一次領取）：以退休(即退保當月)算起，最近3年之月投保平均薪資計算。